# Xã Forde, Quận Nelson, Bắc Dakota
Xã Forde (tiếng Anh: Forde Township) là một xã thuộc quận Nelson, tiểu bang Bắc Dakota, Hoa Kỳ. Năm 2010, dân số của xã này là 34 người.